# Operation Morwarid
Irakische Invasion (1980)

Entegham – Kaman 99 – Chorramschahr – Sultan 10 – Scorch Sword – Abadan – Kafka – Ashkan – Morwarid – Dezful
Pattsituation (1981)

Tavakol – Susangerd – H-3
Iranische Offensiven zur Befreiung iranischen Territoriums (1981–82)

Samen-ol-A'emeh – Tariq al-Qods – Fath ol-Mobin – Beit ol-Moqaddas – Rückeroberung Chorramschahrs
Iranische Offensiven im Irak (1982–84)

Ramadan/1. Basra – Moslem Ibn Aqil – Muharram ol-Harram – Morgenröte 1 – Morgenröte 2 – Morgenröte 3 – Morgenröte 4 – Morgenröte 5/2. Basra – Kheibar/3. Basra – Kurdenaufstand – Morgenröte 6 – Morgenröte 7 – Hawizeh-Marschland
Iranische Offensiven im Irak (1985–87)

Badr/4. Basra – Morgenröte 8 – 1. al-Faw – Morgenröte 9 – Karbala 1 – Karbala 2 – Karbala 3 – Fath 1 – Karbala 4/5. Basra – Karbala 5/6. Basra – Karbala 6 – Karbala 7 – Karbala 8/7. Basra – Karbala 9 – Karbala10 – Nasr 4
Letztes Kriegsjahr (1988)

Beit ol-Moqaddas 2 – Anfal – Halabdscha – Zafar 7 – Tawakalna ala Allah – 2. al-Faw – Shining Sun – 40 Sterne – Mersad
Tankerkrieg

Earnest Will – Prime Chance – Eager Glacier – Nimble Archer – Praying Mantis
Internationale Vorfälle

Stark – Iran-Air-Flug 655
Operation Morwarid (persisch: عملیات مروارید [æmælijɑt ɛ moɾvɑɾid]) war der Name einer Operation der Iranischen Marine im Ersten Golfkrieg. Das Unternehmen wurde am 28. November 1980 mit Unterstützung der Iranischen Luftwaffe durchgeführt.
Der Irak exportierte Öl, das über zwei große Öl-Terminals, Mina Al-Bakr und Al-Omayye, in der Flussmündung des Arwandrud verladen wurde. Durch die Operation Morwarid wurden diese Einrichtungen zerstört und der Ölexport vom Irak durch den Persischen Golf unterbrochen und der Verkehr der Tanker und Handelsschiffe für den Irak unmöglich gemacht. In dieser Operation wurden drei irakische MiG-23 abgeschossen und mindestens dreizehn irakische Schiffe, die Raketen und Torpedos trugen, wurden durch AGM-65 Maverick versenkt. Eine iranische Phantom wurde abgeschossen und ein Peykan-Flugkörperschnellboot durch die Irakische Marine versenkt.
Major Hosseyn Khalatbari, Oberstleutnant Abbas Doran, Oberst Yassini, Hauptmann Kian Sajedi waren die Schlüsselpersonen dieser Operation.
Der Planer des Unternehmens war der Marineoberbefehlshaber der Marine Bahram Afzali. Dieser hatte bereits unter dem Schah das gleiche Amt innegehabt. Einige Zeit nach der Operation Morwarid wurde Bahram Afzali wegen der Mitgliedschaft in der Tudeh-Partei des Iran und Spionage für die Sowjetunion verhaftet, in einem Geheimprozess abgeurteilt und mit neun anderen Offizieren erschossen.